# Matt Hancock
Matthew John David Hancock (Chester, 2 ottobre 1978) è un politico britannico del Partito Conservatore e Segretario di Stato per la salute e gli affari sociali del Regno Unito dal 9 luglio 2018 al 26 giugno 2021, giorno in cui si è dimesso dopo aver violato le norme del distanziamento sociale adottate durante la pandemia da COVID-19.

## Biografia
Hancock è stato sospeso dal partito Conservatore il 1º novembre 2022 a seguito della sua partecipazione al reality televisivo I'm a Celebrity...Get Me Out of Here!.
È stato deputato per il collegio di West Suffolk dal 2010 al 2024.